# تیغه‌تردسانان
تیغه‌تُردسانان(نام علمی: Russulales) نام یک راسته از رده کلاه‌قارچان است.